# Liubomîrka, Berdîciv
Liubomîrka (în ucraineană Любомирка) este un sat în comuna Velîka Peatîhirka din raionul Berdîciv, regiunea Jîtomîr, Ucraina.

## Demografie
Componența lingvistică a localității Liubomîrka
     Ucraineană (100%)
Conform recensământului din 2001, toată populația localității Liubomîrka era vorbitoare de ucraineană (100%).